# 기준시
기준시 또는 기순시점(base period)은 경제학에서 다른 기간과 비교하기 위한 기준점으로 사용되는 시점이다. 일반적으로 재무 또는 경제 데이터를 측정하기 위한 벤치마크로 사용된다. 기준시는 일반적으로 경제 연구, 소비자 수요 및 실업 수당 청구에 대한 기준점을 제공한다.
대중교통 편성에서 기준시는 일반적으로 오전부터 오후 출퇴근 시간 사이에 존재하는 평일 단축 운행시간이다.

## 같이 보기
- 경제 지표
- 국내총생산
- 소비자 물가지수